# Короли Догтауна
«Короли Догтауна» (англ. Lords of Dogtown) — биографический драматический фильм режиссёра Кэтрин Хардвик, снятый по сценарию Стейси Перальты, рассказывающий историю становления скейтбординга в Южной Калифорнии в 1970-х годах.

## Сюжет
Молодые сёрферы Тони Альва, Стейси Перальта и Джей Адамс из района Догтаун в Санта-Монике проводят много времени со Скипом Энгбломом, хозяином магазина для сёрферов. Ребята часто помогают Скипу в его магазине. У Скипа в магазине же находится и мастерская, где он создаёт доски для сёрфинга и скейтборды. Как-то раз Скип приносит в магазин новые полиуретановые колёса. Вся компания тут же отправляется тестировать их. Оказывается, что новые колёса увеличивают сцепление скейта с дорогой. Видя, как катаются эти подростки, Скип, у которого уже есть команда сёрфингистов, решает организовать ещё и команду скейтбордистов, которая получает название Zephyr. Команда хорошо показывает себя на Национальных соревнованиях в Дель-Мар в 1975 году. Они показывают новое катание с движениями, отсылающими к сёрфингу. Парни тут же становятся местными знаменитостями.
В 1976 году на Южную Калифорнию обрушивается засуха. Власти просят жителей в целях экономии не наполнять свои бассейны водой. Подростки из Догтауна в это время занимаются тем, что слоняются по округе, высматривая дома, в которых нет хозяев. Пролезая в такие дворы, скейтбордисты катаются в чашах осушённых бассейнов. Журнал о скейтбординге делает об этом репортаж и помещает этих ребят на обложку. Теперь уже представителей команды Zephyr начинают преследовать спонсоры, рекламодатели и менеджеры из других команд, желая переманить этих парней к себе. Всё это раздражает Скипа, который не может платить большие деньги своей команде. Постепенно команда распадается, и пути друзей расходятся. Им даже приходится выступать друг против друга на соревнованиях.
Проходит некоторое время. Скипу, чтобы разрешить свои финансовые трудности, приходится продать свой магазин. Теперь он просто работает в его мастерской и создаёт доски. Скейтбордистам же удаётся собраться вместе, когда они узнают, что их приятель Сид, у которого всю жизнь были проблемы с равновесием, оказывается болен раком мозга. Друзья примиряются, катаясь в бассейне на заднем дворе дома Сида.

## В ролях

### Основные роли
- Эмиль Хирш — Джей Адамс[англ.]
- Джон Робинсон — Стейси Перальта[англ.]
- Виктор Расук — Тони Альва
- Хит Леджер — Скип Энгблом[англ.]
- Майкл Ангарано — Сид
- Никки Рид — Кэти Альва
- Ребекка Де Морнэй — Филейн
- Уильям Мэйпотер — Донни
- Винсент Лареска[англ.] — Чино
- Элден Хенсон — Билли Зи
- Митч Хедберг[англ.] — Фрэнк Нэсуорти[англ.]
- Стефани Лимб — Пегги Оки[англ.]
- Майк Огас — Боб Биньяк
- Дон Нгуйен — Шого Кубо[англ.]
- Мелони Диас — Бланка
- Эдди Кахилл — Ларри Гордон
- Лаура Рэмси — Габриэль
- Стив Бадилло — Ти Пейдж[англ.]
- Пабло Шрайбер — Крэйг Стечик[англ.]
- Америка Феррера — Мартышка
- София Вергара — Амелия
- Челси Хоббс — Кэролайн
- Нед Беллами[англ.] — Питер Дарлинг
- Шей Уигем — Дрейк Лэндон

### Камео
- Джонни Ноксвилл — Топпер Баркс
- Чарльз Напьер — Нуди
- Джей Адамс[англ.] — гость на вечеринке
- Тони Альва — гость на вечеринке
- Стейси Перальта[англ.] — телережиссёр
- Скип Энгблом[англ.] — стартер
- Тони Хоук — космонавт
- Джереми Реннер — менеджер Джея
- Джоэл Макхейл — телерепортёр
- Алексис Аркетт — трансвестит
- Бай Лин — фотограф
- Лэнс Маунтин[англ.] — полицейский
- Крэйг Стечик[англ.] — фотограф

## Саундтрек
Альбом с саундтреком к фильму вышел в мае 2005 года. В качестве музыкального оформления в фильме использовались рок-композиции 1970-х годов. Хотя некоторые песни вышли чуть позже, чем время показанное в фильме. Также музыки в фильме использовалось много больше, чем попало на диск с саундтреком.
| №                   | Название                                | Исполнитель                 | Длительность |
| ------------------- | --------------------------------------- | --------------------------- | ------------ |
| 1.                  | «Death or Glory» (The Clash cover)      | Social Distortion           | 3:31         |
| 2.                  | «Hair of the Dog»                       | Nazareth                    | 4:09         |
| 3.                  | «I Just Want to Make Love to You»       | Foghat                      | 4:20         |
| 4.                  | «Fox on the Run»                        | Sweet                       | 3:23         |
| 5.                  | «Motor City Madhouse»                   | Ted Nugent                  | 4:31         |
| 6.                  | «Turn to Stone»                         | Joe Walsh                   | 5:15         |
| 7.                  | «One Way Out»                           | The Allman Brothers Band    | 4:58         |
| 8.                  | «Fire»                                  | The Jimi Hendrix Experience | 2:44         |
| 9.                  | «Space Truckin’»                        | Deep Purple                 | 4:32         |
| 10.                 | «Success»                               | Iggy Pop                    | 4:23         |
| 11.                 | «Suffragette City»                      | David Bowie                 | 3:26         |
| 12.                 | «Iron Man»                              | Black Sabbath               | 5:54         |
| 13.                 | «Nervous Breakdown» (Black Flag cover)  | Rise Against                | 2:08         |
| 14.                 | «20th Century Boy»                      | T. Rex                      | 3:40         |
| 15.                 | «Maggie May»                            | Rod Stewart                 | 5:16         |
| 16.                 | «Wish You Were Here» (Pink Floyd cover) | Sparklehorse & Thom Yorke   | 6:56         |
| Общая длительность: | Общая длительность:                     | Общая длительность:         | 69:05        |

## Критика
Во время своего выхода фильм получил смешанные отзывы от критиков. На сайте Rotten Tomatoes его рейтинг «свежести» составляет 55 %. В своём консенсусном мнении критики отмечают, что хотя фильм хорошо снят, он лишён глубины и рекомендуют к просмотру документальный фильм Стейси Перальты об этих же событиях «Парни на скейтах» 2001 года. На Metacritic у фильма 56/100.
Издание The Monthly, как и Энтони Скотт из The New York Times похвалили игру Хита Леджера.
Со временем, тем не менее, фильм приобрел культовый статус. Журнал Empire поставил его на 417 место в своём списке «500 величайших фильмов всех времён».